# Boubou Cissé
Boubou Cisse (ur. 1974 w Bamako) – malijski polityk, ekonomista i urzędnik państwowy, w latach 2019–2020 premier Mali.

## Życiorys
Uczył się w szkołach w Bamako. Ukończył studia ekonomiczne na Université d’Auvergne, kształcił się także w Niemczech i Zjednoczonych Emiratach Arabskich. W 2004 obronił doktorat na Aix-Marseille Université. Od 2005 pracował dla Banku Światowego w Waszyngtonie, od 2008 jako kierownik projektu w dziale rozwoju społecznego. Był również reprezentantem BŚ w Nigerii i Nigrze. Zasiadł w zarządzie Nelson Mandela Foundation.
W 2013 został powołany na stanowisko ministra przemysłu i górnictwa, od 2014 odpowiadał za górnictwo. W 2016 przeszedł na fotel ministra finansów. 23 kwietnia 2019 objął funkcję premiera po rezygnacji Soumeylou Boubèye Maïgi. Nie należy do żadnej partii politycznej, natomiast jego brat Baba Cisse jest wiceszefem ASMA-CSP (Alliance pour la Solidarité au Mali–Convergence des forces patriotiques).